# General der Gebirgstruppe
General der Gebirgstruppe, in italiano letteralmente "generale delle truppe da montagna", è stato un grado degli ufficiali generali dell'Esercito tedesco, specializzati alla guida i grandi unità di truppe da montagna.

## Storia
Il grado di "General der Gebirgstruppe" venne introdotto nell'Esercito tedesco nel 1940, intermedio tra Generalleutnant (Tenente generale) e di Generaloberst (colonnello generale) e corrispondeva al generale di corpo d'armata dell'Esercito Italiano Nel 1935, la Wehrmacht aveva introdotto anche i gradi  di General der Nachschubtruppe (approvvigionamenti), General der Gebirgstruppen (truppe di montagna), General der Fallschirmtruppen (paracadutisti) et General der Nachrichtentruppen (transmissioni).
Il grado era presente anche nella kaiserliche und königliche Armee, l'Imperiale e regio esercito dell'Impero austro-ungarico.

## Corrispondenti degli altri corpi

### Heer
- General der Infanterie (Generale della fanteria)
- General der Kavallerie (Generale della cavalleria)
- General der Artillerie (Generale dell'artiglieria)
- General der Panzertruppe (Generale delle truppe corazzate)
- General der Gebirgstruppe (Generale delle truppe da montagna)
- General der Pioniere (Generale del genio pionieri)
- General der Nachrichtentruppe (Generale delle trasmissioni)
- General der Generaloberstabsarzt (Generale del servizio medico)
- Generaloberstabveterinär (Generale del servizio veterinario)

### Luftwaffe
- General der Fallschirmtruppe (Generale del corpo dei paracadutisti)
- General der Flakartillerie (Generale dell'artiglieria contraerea)
- General der Flieger (Generale del servizio di volo)
- General der Luftnachrichtentruppe (Generale del corpo delle comunicazioni della forza aerea)
- General der Luftwaffe (Generale della Forza aerea)